# ویزیون تله
ویزیون تله فیلمی ساخت کشور ترکیه سال ۲۰۰۴ می‌باشد این فیلم توسط یماز اوردوغان کارگردانی شده است. ویزیون تله ادامه فیلم ویزیون تله که در سال ۲۰۰۱ توسط همین کارگران ساخته شده می‌باشد

## داستان
این فیلم در سال ۱۹۸۰ در حال که یلماز در زادگاهش به سر می‌برد اتفاق می‌افتد که شخصی (که گاهی در فیلم خود را مخالف دولت نشان می‌دهد) مسئول کتبخانه روستایی می‌کنند که فاقد کتابخانه است و وی با کمک شهردار و امین دیوانه (یلماز اردوغان) کتابخانه‌ای برای روستا درست می‌کنند. در این فیلم افراد بی سواد و تحصیل نکرده (عوام) را پیرو احزاب کمونیستی فاشیستی نشان می‌دهد. در آخر فیلم ارتش کودتا کرده و تمام مردان جوان شهر را سوار وسیلهٔ نقله کره و انتقال می‌دهد که در فیلم هیچ اشاره به مکان مورد انتقال آنها نمی‌کند

## نام فیلم
ویزیون تله همان تلویزون است که روستایئان آن را اشتباه تلفظ می‌کنند وطوبا نام دختر مسئول کتابخانه‌است